# トライフープ岡山
トライフープ岡山（トライフープおかやま、英: Tryhoop Okayama）は、岡山県岡山市と津山市をホームタウンとするプロバスケットボールチーム。運営法人は株式会社TRYHOOP。2018年に創設され、現在はB3リーグに所属している。

## 概要
チーム名「トライフープ」には、フープ（HOOP）＝ゴールに向かって挑戦（TRY）し続けることや地域や人々をつなげる輪（HOOP）となるという思いが込められている。また、スペルは異なるが、トライ（TRI）＝3を示しており、3人の青年の情熱により結成されたチームであること、プロクラブとして初めて結成したのが3x3のチームだったことも意味している。
「挑戦」や「感動」を、エンターテイメントとして創造することを理念として掲げ、地域密着した活動で県民に活力を与えること、常にチャレンジすること、非日常アリーナエンタテインメントを提供することミッションとして活動している。
チームカラーは、ブルーとオレンジ。専属チアチームは「HOOPSTARS」。マスコットはトライプ。

### ユニフォーム
- サプライヤー：EGOZARU

オフィシャルパートナー
- 株式会社ジップ
- カンコー学生服
- 岡山マツダ

### 歴代ユニフォーム
| HOME      | HOME      | HOME      | HOME      | HOME      |
| --------- | --------- | --------- | --------- | --------- |
| 2019 - 20 | 2020 - 21 | 2021 - 22 | 2022 - 23 | 2023 - 24 |
| 2024 - 25 | 2025 - 26 |           |           |           |
|           |           |           |           |           |

| AWAY      | AWAY      | AWAY      | AWAY      | AWAY      |
| --------- | --------- | --------- | --------- | --------- |
| 2019 - 20 | 2020 - 21 | 2021 - 22 | 2022 - 23 | 2023 - 24 |
| 2024 - 25 | 2025 - 26 |           |           |           |
|           |           |           |           |           |

| Other         | Other         | Other                    | Other         | Other                         |
| ------------- | ------------- | ------------------------ | ------------- | ----------------------------- |
| 2020 - 21 3rd | 2021 - 22 3rd | 2021 - 22 岡山城デザイン | 2022 - 23 3rd | 2022 - 23 ファジアーノ コラボ |
| 2023 - 24 3rd | 2024 - 25 3rd | 2025 - 26 3rd            |               |                               |
|               |               |                          |               |                               |

### ホームゲームアリーナ
岡山市と津山市をホームタウンとしており、ホームアリーナは岡山県総合グラウンド体育館（ジップアリーナ岡山）。
| 年度    | 参加 クラス | ホーム ゲーム数 | 岡山   | 津山  | その他                        |
| 2019-20 | B3          | 22(30)          | 8(14)  | 0(2)  | 学芸館4 みまさか4 笠岡4 御津2 |
| 2020-21 | B3          | 20              | 6      | 12    | 笠岡2                         |
| 2021-22 | B3          | 16(28)          | 8(12)  | 2(10) | 笠岡2 きびじ2 広島2           |
| 2022-23 | B3          | 24(26)          | 12(14) | 12    | -                             |
| 2023-24 | B3          | 26              | 14     | 12    | -                             |
| 2024-25 | B3          | 26              | 12     | 12    | 笠岡2                         |

凡例
- 岡山 - 岡山県総合グラウンド体育館（ジップアリーナ岡山）
- 津山 - 津山総合体育館
- 学芸館 - 岡山学芸館高等学校
- 御津 - 御津スポーツパーク
- みまさか - みまさかアリーナ
- 笠岡 - 笠岡総合体育館
- きびじ - きびじアリーナ
- 広島 - 広島サンプラザホール（広島ドラゴンフライズとの共同開催）

括弧内は開催予定だった試合数

## 歴史
2013年末、元プロバスケットボール選手の中島聡が仲間3人で株式会社TRYHOOPを設立。2014年3月より岡山市内の倉庫を改造し屋内コートを設置して、バスケットスクール事業を開始した。岡山県内にバスケットのプロチームが無かったことから受け皿を作るべく、2015年3月に3x3チームを結成した。
2018年にBリーグ参入を目指して5人制チームを設立。Bリーグ及びB3.LEAGUE傘下となる中国・四国・九州地域リーグに参戦した。選手は5人制と3人制の選手を兼務する選手と5人制と3人制に専念する選手に分かれる予定。9月12日のB3リーグ理事会でB3リーグ準加盟が承認された。初代ヘッドコーチに大阪エヴェッサなどでアシスタントコーチを歴任した元安陽一が就任。また比留木謙司が選手兼任でゼネラルマネジャーに就任した。運営会社代表の中島も選手登録された（2019-20シーズンまで）。
2019年3月6日のB3リーグ理事会でB3リーグ公式試合参加資格に合格。4月11日の同リーグ理事会で2019-20シーズンからのB3リーグ入会が承認された。7月11日、ホームタウンが岡山市に加えて、津山市が追加された。

### B.LEAGUE

#### 2019-20シーズン（B3リーグ）
2019年9月14日、アウェイでシーズン開幕戦を鹿児島レブナイズと行い78-75でB3リーグ初勝利をあげた。11月21日に元安陽一ヘッドコーチが辞任。残り試合の指揮は比留木謙司が選手登録を外れた上で執るが、コーチライセンスの関係でアソシエイトヘッドコーチに就任し、ヘッドコーチ代行にビデオコーディネーター兼サテライトコーチである鳥屋尾聡が就任した。新型コロナウイルスの感染拡大によりシーズン打ち切りとなるまでの成績は23勝17敗で、12チーム中5位となった。
シーズン中の2019年10月8日に開催されたBリーグ理事会にて岡山のBリーグ準加盟が承認された。

#### 2020-21シーズン（B3リーグ）
比留木謙司が正式にヘッドコーチに就任。1月16日に津山総合体育館で開幕戦を開催した。次週の笠岡でのホームゲームは新型コロナウイルスの感染拡大で無観客開催となった。最終成績は30勝10敗で参加11チーム中2位。

#### 2021-22シーズン（B3リーグ）
引き続き、比留木謙司がヘッドコーチ。最終成績は29勝14敗で15チーム中5位。前シーズンに2位となったため2位のアルティーリ千葉とB2昇格をかけて5月28日にB2昇格決定戦が行われたが、69-100で敗れてB2昇格はならなかった。

#### 2022-23 シーズン（B3リーグ）
比留木謙司ヘッドコーチ3シーズン目。最終成績は28勝24敗で16チーム中7位。このシーズンから導入される上位8チームが出場するプレーオフの出場権を獲得し、準々決勝はアウェイでさいたまブロンコスと対戦。1戦目は73-80で敗れ、2戦目も91-98で連敗を喫し、プレーオフは準々決勝で敗退。このシーズンもB2昇格を果たすことは出来なかった。

## 成績

### 地域リーグ
- 2018年度中国・四国・九州リーグ3位 地域リーグチャンピオンシップベスト8

## 選手とスタッフ

### 現行ロースター
| 記号説明 |                           |  |                           |
|          | チームキャプテン          |  | (C) オフコートキャプテン  |
|          | 故障者                    |  | (+) シーズン途中契約      |
|          | (S) 出場停止              |  | (帰) 帰化選手             |
|          | (ア) アジア特別枠選手     |  | (申) 帰化申請中選手（B3） |
|          | (特) 特別指定選手         |  | (留) 留学実績選手（B3）   |
|          | (育) ユース育成特別枠選手 |  | (U) U22枠選手             |

公式サイト
| - 故障者リスト | - 選手契約登録規程 B1.B2 / B3 - FA選手リスト |

### 歴代ヘッドコーチ
- 元安陽一（2018年 - 2019年11月）
- 鳥屋尾聡（ヘッドコーチ代行：2019年11月 - 2020年）指揮は比留木が執る
  - 比留木謙司（アソシエイトヘッドコーチ：2019年11月 - 2020年）
- 比留木謙司（2020年 - 2023年）
- 大森勇（2023年 - 2025年）
- 野村慧介（2025年 -）

### 過去の所属選手
- 中島聡
- テレンス・キング
- ナイジェル・スパイクス
- 比留木謙司
- 延原慎
- 頭山竜之介
- 大森勇
- 福井航介
- 濵野凌
- 西谷亮一
- 伊藤拓郎

## 下部組織
5人制チームの下部チーム「トライフープ岡山サテライト」は2020年から中国・四国・九州地域リーグに参戦している。
- 2020年度中国・四国・九州地域リーグ - 8チーム中1位 地域リーグチャンピオンシップ - 1回戦敗退

## 3x3チーム
TRYHOOP OKAYAMA.EXEは「3x3」のクラブチームである。2015年3月にチーム結成。3x3のプロリーグである「3x3.EXE PREMIER」に参戦している。
- 3x3.EXE PREMIERの成績（2016年からカンファレンス制が開始）
  - 2015年 総合準優勝
  - 2016年 ノースイーストカンファレンス3位
  - 2017年 ウエスタンカンファレンス優勝 プレイオフ8位
  - 2018年 西日本カンファレンス優勝
  - 2019年 西日本カンファレンス優勝
  - 2020年 新型コロナの影響で中止

## メディア

### ラジオ
- Radio momo
  - （第2第4土曜）9:00 「〜岡山マツダ presents〜トライフープ岡山 DRIVE RADIO」